# Мидикийский монастырь
Мидики́йский монасты́рь (греч. Μονή Μηδικίου, тур. Medikion manastırı или Мидикийский Свято-Сергиевский монастырь, также Монастырь Отцов греч. Μονή των Πατέρων) — недействующий православный монастырь в городке Зейтинбагы близ горы Олимп (Вифиния, Малая Азия), Турция.
Обитель славилась своим чином «неусыпающих» (греч. των ακοίμητων), наследованным из глубокой древности от подвижника Александра.

## История
Монастырь был основан в 780 году святителем Никифором Исповедником в лесистой долине между двумя холмами: на востоке — Ставропиди (греч. Σταυροπήδι), на западе — Микрон Алонион ( Μικρών Αλωνιών или рус. Малой Молотьбы). В IX веке обитель насчитывала около ста монахов, имела собственную мельницу, орошаемые сады и оливковую рощу. Развитию монастырского земледелия способствовала протекающая между холмами небольшая речка Глубокий поток или Глубокие воды (греч. Βαθέως Ρύακος) также называемая Платаниас (греч. Πλατανιάς  («платанная; текущая в месте, где растут платаны»).
В числе братии монастыря были преподобные Афанасий Мидикийский († ок. 814), в честь которого к северо-востоку от обители была построена часовня, и Симеон Новый Столпник († 843—844).
В VIII—IX веках монастырь был убежищем иконопочитателей в связи с чем сильно пострадал в период иконоборчества. В XII веке обитель подвергалась нападению крестоносцев, а в XV—XVI веках — турок. Многочисленные пожары нанесли значительный ущерб монастырю, особенно главной церкви обители, освящённой в честь святого Сергия. Пожар 1770 года уничтожил богатейшую библиотеку монастыря.
В 1801 году монастырь был перестроен по указанию митрополита Прусского Анфимия. Прямоугольное здание монастыря было выстроено в виде крепости и окружено 25-метровой стеной, защищавшей обитателей от набегов сарацин. На протяжении длительного времени монастырь обладал ставропигиальным статусом.
В 1923 году, после принудительного выселения из Турции греческого населения, монастырь перешёл в руки турок, закрыт и преобразован в птицефабрику. Сохранившиеся монастырские здания в настоящее время используются как стойла для лошадей.
У подножия холма Микрон Алонион похоронен святой Хризостом Смирнский.

## Настоятели
- Никифор Исповедник, святитель (780—813)
- Никита Мидикийский, преподобный (813—824)